# مؤتمر الساحل والأقضية الأربعة
«مُؤتمر السَّاحل والأقضية الأربعة، 1936: مُناقشات جلسة المؤتمر والقرارات، مع نُصُوص ووثائق المُؤتمرات الوحدويَّة، مُنذُ عام 1920 إلى عام 1936» هو كتابٌ لِلمُؤرِّخ اللُبناني حسَّان حلَّاق. صدر عن الدار الجامعيَّة لِلطباعة والنشر سنة 1983م.
درس المُؤلِّف في كتابه هذا الاتجاهات السياسيَّة في لُبنان مُنذُ انهيار الدولة العُثمانيَّة سنة 1918م إلى سنتيّ 1936 و1937م، مُركِّزًا على الاتجاهات الوحدويَّة الشَّاميَّة والعربيَّة، والاتجاهات الاستقلاليَّة اللُبنانيَّة. وتناول بالدِّراسة والتحقيق والنَّشر آخر مؤتمر شامي ساحلي وحدوي، الذي اشتهر تاريخيًّا بـ«مُؤتمر الساحل والأقضية الأربعة»، الذي عُقد في دارة الزعيم والسياسي البيروتي سليم علي سلام، في منطقة المصيطبة ببيروت، سنة 1936م، مُطالبًا بإقامة الوحدة السوريَّة (أي وحدة الديار الشَّاميَّة).
كان المُسلمون عامَّةً، وأهل السُّنَّة والجماعة خاصَّة، ضدَّ تفكيك الديار الشاميَّة، والالتحاق بِدولة لُبنان الكبير التي أعلنها المُشير هنري غورو سنة 1920م. وشارك وُجهاء المُسلمين ومعهم شخصيَّات مسيحيَّة، في المُؤتمرات الأولى رفضًا لِقيام دولةٍ لُبنانيَّة مُستقلَّة عن سائر الشَّام، وتمسُكًا بِوحدتها، بدءًا من المُؤتمر السوري العام (1919 - 1920م) برئاسة الأمير فيصل بن الحسين، ومُذكَّرة أبناء السَّاحل إلى المندوب السَّامي الفرنسي مكسيم ويغان سنة 1923م. ثُمَّ الاجتماع في جمعيَّة المقاصد الخيريَّة الإسلاميَّة سنة 1926م، رفضًا لسنِّ الدُستُور اللُّبناني أو المُشاركة في صياغته، إلى مؤتمر أبناء السَّاحل الذي انعقد في دمشق برئاسة عبد الحميد كرامي، فمُؤتمر أبناء السَّاحل في دارة سليم علي سلام سنة 1933م. أكَّدت كُل هذه المؤتمرات والمُذكَّرات على وحدة الديار الشَّاميَّة، ورفض انفصال جبل لُبنان ومعه الأقضية الأربعة (البقاع وبعلبك وحاصبيَّا وراشيَّا) ومُدُن السَّاحل (طرابُلس الشَّام وبيروت وصيدا وصور). إلى أن كان مؤتمر الساحل موضوع الكتاب.
وفي هذا المُؤتمر تكرَّرت المواقف السَّابقة، لكن شهد تحوُّلًا أفصح عن فكرٍ سياسيٍّ جديد، كان رائده كاظم الصلح، الذي رفض التوقيع على بيان المُؤتمر المذكور، ونشر مقالًا في الصُحُف البيروتيَّة تحت عنوان «مُشكلة الاتصال والانفصال في لُبنان». ثُمَّ ظهرت جُملة من التنازُلات والتراجُعات الإسلاميَّة عن طلب الحفاظ على الوحدة الشَّاميَّة والاعتراف بالهويَّة اللُّبنانيَّة، شرط إقامة العدل والمُساواة بين المُسلمين والنصارى في الدولة الجديدة. ويذكر حلَّاق أنَّ السَّاسة السوريين كانوا السبَّاقين في الاعتراف بِلُبنان وسورية دولتين مُنفصلتين، لا سيَّما بعد توقيعهم على المُعاهدة الثُنائيَّة السوريَّة الفرنسيَّة سنة 1936م، ومن ثُمَّ تولية هاشم الأتاسي رئيسًا لِلجُمهُوريَّة السوريَّة، وعدم مُوافقته على وحدة الدولتين الوليدتين.